# Hönigsberg & Deutsch
Hönigsberg & Deutsch var en kroatisk arkitektbyrå och byggföretag verksamt 1889-1911. Företaget grundades i Zagreb, då en österrikisk-ungersk provinshuvudstad, av arkitekterna Leo Höningsberg och Julio Deutsch. Under drygt två decennier producerade arkitektbyrån mer än 90 byggnader och konstruktioner i Zagreb i den dåvarande provinsen Kroatien-Slavonien. De flesta byggnaderna uppfördes företrädandevis i Nedre staden efter den stora jordbävningen 1880. Duon projekterade främst bostäder men även fabriker, offentliga byggnader och synagogor hörde till deras portfolio.

## Historik
Både Hönigsberg och Deutsch studerade vid Wiens tekniska högskola. Deutsch examinerade 1883 och Hönigsberg året därpå. 1887 återvände Hönigsberg till sin hemort Zagreb och året därpå slog sig Julio Deutsch ner i staden. 1889 grundande de båda arkitektbyrån Hönigsberg & Deutsch som snart kom att bli en av de främsta byggföretagen i Zagreb. 1911 avled Hönigsberg och firman övertogs då av Deutsch. Sedan denne avlidit 1922 ärvdes firman av hans son Pavao Deutsch. 1923 slog sig Pavao samman med arkitekten Aleksandar Freudenreich och tillsammans bildade de arkitektbyrån Freudenreich & Deutsch som kom att vara aktiv fram till 1940.

## Byggnader i urval
Nedan följer en lista på byggnader som projekterats eller uppförts av Hönigsberg & Deutsch. 
- Koprivnicas synagoga (1875)
- Hönigsbergshuset (1888)
- Schlesingerpalatset (1891, idag Palace Hotel)
- Križevics synagoga (1895)[1]
- Konstpaviljongen i Zagreb (1898, projekterad av Fellner & Helmer, uppförd av Hönigsberg & Deutsch.)[2]
- Pečićhuset (1899)
- Kallinahuset (1904)

### Fotnoter
1. ↑  Krizevci.eu Arkiverad 28 oktober 2014 hämtat från the Wayback Machine. (kroatiska)
2. ↑  Konstpaviljongen i Zagreb Arkiverad 3 juni 2010 hämtat från the Wayback Machine. – officiell webbplats (engelska)